# Truskawiecka
Truskawiecka (ukr. Трускавецька) – naturalna akratopega i woda słodka wydobywana w uzdrowisku Truskawiec, w obwodzie lwowskim, na Ukrainie. Właścicielami marki są IDS Borjomi International oraz Zakład Wód Mineralnych Naftusia.

## Skład mineralny[1]
| Nazwa             | Wzór chemiczny | Zawartość [mg/l] |
| Kationy           | Kationy        | Kationy          |
| ----------------- | -------------- | ---------------- |
| wapniowy          | Ca2+           | 10-180           |
| magnezowy         | Mg2+           | <100             |
| sodowy i potasowy | Na+, K+        | <200             |
| Aniony            |                |                  |
| wodorowęglanowy   | HCO3−          | 150-650          |
| siarczanowy       | SO42−          | <150             |
| chlorkowy         | Cl−            | <120             |
| Razem             | Razem          | 250–900          |